# Убийство Скотти Джо Уивера
Скотти Джо Уивер (англ. Scotty Joe Weaver; 26 марта 1986 — 22 июля 2004) — 18-летний американец из штата Алабама, жертва жестокого убийства. Его тело сожгли, а обгоревший труп был обнаружен 22 июля 2004 года в
нескольких милях от трейлера, в котором он жил.

## Убийство
Скотти Джо Уивер был избит, задушен, а его частично обезглавленное тело облили бензином и подожгли. Прокурор округа Болдуин Каунти Дэвид Уэтстон заявил, что нетрадиционная сексуальная ориентация Уивера явилась одним из факторов убийства. Он отметил, что жестокость данного преступления отличает его от обычных грабежей и убийств. Закон штата Алабамы о преступлениях на почве ненависти на тот момент не распространялся на людей, подвергшихся нападению из-за их сексуальной ориентации.

## Суд и приговор
Три человека были обвинены в убийстве и грабеже, двое из которых были соседями Уивера: Кристофер Гейнс, 20 лет, а также 18-летние Николь Келсей и Роберт Портер. Николь Келсей была подругой Уивера на протяжении большей части своей жизни. Три года спустя, в мае 2007 года Кристофер Гейнс признал себя виновным и был приговорён к пожизненному заключению без права на досрочное освобождение. Портер признал себя виновным в убийстве и грабеже первой степени в сентябре 2007 года и получил два
последовательных пожизненных срока. Келсей признала себя виновной и была приговорена к 20 годам
лишения свободы за участие в заговоре с целью совершения убийства.

## Последствия
Об этом преступлении в 2006 году снят документальный фильм «Гей-бар в маленьком городке» («Small Town Gay Bar») о
проблемах, с которыми сталкиваются гомосексуалы в сельских районах американского Юга.